# The Metallica Collection
The Metallica Collection — цифровий бокс-збірник американського хеві-метал-гурту Metallica. Збірка була випущена на iTunes Store 14 квітня 2009 року. До бокс-сету увійшли всі студійні альбоми гурту та додатковий матеріал з 1983 по 2008 рік. Пізніше бокс-сет був випущений в інших цифрових музичних магазинах, таких як Amazon MP3 та UOL Megastore.

## Елементи Box сету
До сету увійшли наступні речі (бонусні концертні треки вказані для кожного альбому)
- Kill 'Em All (1983)
  - «The Four Horsemen (наживо)»
  - «Whiplash (Live)»
- Ride the Lightning(1984)
  - «For Whoam the Bell Tolls (наживо)»
  - «Creeping Death (наживо)»
- Master of Puppet (1986)
  - «Battery (живий)»
  - «The Thing That Should Not Be (Наживо)»
- . . . And Justice for All (1988)
  - «One (Наживо)»
  - «. . . And Justice for All (Наживо)»
- Metallica(1991)
- Load (1996)
- ReLoad (1997)
- Garage Inc. (1998)
- S&M (1999)
- «I Disappear» (2000)
- St. Anger (2003)
- Some Kind of Monster (2004)
- Live from Live Earth (ексклюзивний EP для iTunes) (2007)
- Death Magnetic (2008)

### Наживо з трек-листа Live Earth
Благодійний концерт Live Earth. Metallica зіграла ці 3 пісні 7 липня 2007 року в Лондоні, Англія.
1. «Sad, but True»
2. «Nothing Else Matters»
3. «Enter Sandman»

## Персонал

### Metallica
- Джеймс Хетфілд — ритм-гітара, вокал ; гітара соло («Master of Puppets», «Orion», «Nothing Else Matters», «Whisky in the Jar», «Stone Dead Forever», «Suicide & Redemption»), електроакустична гітара (S&M — «Nothing Else Matters» ")
- Ларс Ульріх — ударні
- Кірк Гемметт — соло-гітара ; ритм-гітара (S&M — «Nothing Else Matters»), слайд-гітара (Garage, Inc. — «Перегорнути сторінку»)
- Кліфф Бертон — бас-гітара (Kill 'Em All — Master of Puppets; Garage, Inc. — «Я злий?» і «Бліцкриг»)
- Джейсон Ньюстед — бас-гітара, бек-вокал (. . . І справедливість для всіх — «Я зникаю»)
- Боб Рок — бас-гітара (St. Anger & Some Kind of Monster)
- Роберт Трухільо — бас-гітара (Some Kind of Monster [живі треки] — Death Magnetic)

### Додаткові музиканти
- Майкл Кеймен — оркестровка («Nothing Else Matters» ; «S&M»)